# Шахвердян, Ваге Суренович
Ваге Суренович Шахвердян (арм. Վահե Սուրենի Շահվերդյան; 19 августа 1945, Кировакан, Армянская ССР — 31 октября 2022, Армения) — армянский советский режиссёр, режиссёр-постановщик, театральный деятель. Заслуженный деятель искусств Армянской ССР (1989). Народный артист Армении (2003).

## Биография
Родился 19 августа 1945 года в Кировакане.
В 1971 году окончил Ереванский художественно-театральный институт.
В 1976—1996 гг. — художественный руководитель Ванадзорского театра драмы им. Абеляна.
С 1992 года преподавал в Ереванском государственном институте театра и кино, где был ректором с 1994—1998гг.
С 2003 года — профессор.
В 1996—2008 гг. — режиссёр и художественный руководитель Ереванского театра оперы и балета.
С 2008 года работал в Ванадзорском театре драмы им. Абеляна.
Ушёл из жизни 31 октября 2022 года в возрасте 77 лет в Армении.

## Дополнительная информация
Являлся автором около 85 театральных постановок, большинство из которых были с успехом представлены в разных странах мира и в различных государствах, и это Россия, Литва, Латвия, Грузия, Украина, Молдавия, Португалия, Франция, Швейцария, Италия, Колумбия, Польша, Чехия, Турция и Иран. Лучшей постановкой Шахвердяна считается произведение Чехова «Три сестры». Также своеобразной считается и другая работа Шахвердяна — драма «Дочери Бернарда Альбы» Лорки. Эти постановки являются одни из самых узнаваемых его работ.

## Работы

### Режиссёр
- Ричард II (фильм-спектакль) (1988)

### Озвучивание
- Ричард II (фильм-спектакль) (1988)

## Издания
- Современная драматургия. — Искусство, 1996. — 528 с.[4]
- Third International Chekhov Theatre Festival: Moscow, 1998.— Image Design Group, 1998.— 172с.[14]
- Армянское советское искусство на современном этапе. — Изд-во АН Армянской ССР, 1987. — 212 с.[3]
- Իդա Արսենի Բաբայան.Վարագույրի ետեվում.— Ēditʻ Print, 2006.— 376с.— ISBN 978-99941-61-08-9.[15]
- Юрий Германович Фридштейн. Уильям Шекспир: библиографический указатель русских переводов и критической литературы на русском языке 1976—1987. — ВГБИЛ, 1989. — 348 с.[5]